# Dicranum obliquatum
Dicranum obliquatum är en bladmossart som beskrevs av Mitten 1863. Dicranum obliquatum ingår i släktet kvastmossor, och familjen Dicranaceae. Inga underarter finns listade i Catalogue of Life.